# Guilhem Motte
Guilhem Motte (* 20. Februar 1978) ist ein ehemaliger französischer Bogenbiathlet.
Guilhem Motte gewann bei den Bogenbiathlon-Weltmeisterschaften 2002 auf der Pokljuka mit Sebastien Gachet, Hugo Loewert und Sebastien Gardoni hinter Russland und Slowenien als Startläufer der Staffel die Bronzemedaille und erreichte damit seinen größten internationalen Erfolg. Im Massenstartrennen wurde er Achter. Bei der WM 2004 wurde der Franzose 21. des Massenstartrennens, Siebter des Sprints und 16. der Verfolgung. Mit Gachet, Loewert und Gardoni verpasste er auf Rang fünf mit der Staffel einen erneuten Medaillengewinn.